# 城濮の戦い

城濮の戦いでの両軍の進路

城濮の戦い（じょうぼくのたたかい、中国語: 城濮之戰、拼音: Chéngpú zhī zhàn）は、中国春秋時代の紀元前632年に晋と楚とが、城濮（現在の山東省菏沢市鄄城県）にて激突した戦い。晋の文公が覇者としての地位を確立した戦いである。

## 事前の経緯
紀元前638年、宋の襄公と楚の成王が激突した泓水の戦いは楚の大勝に終わり、宋は楚の影響下に置かれることになった。
その翌年、晋の亡命公子である重耳（後の文公）は斉から宋へと向かった。宋の襄公は重耳の器量を知っていたため国君に対する礼をもって迎え入れ、重耳は歓待を受けた。襄公はこのあとまもなく泓水の戦いの戦傷のため死去する。その後で重耳は楚へと入り、成王は諸侯の礼をもって重耳一行を迎え入れた。宴の最中に成王は「もし国に帰って晋公になることが出来たら私にどう報いてくれるでしょうか？」と問いかけた。重耳は「もし王とやむを得なく戦場で相まみえることがあったら三舎だけ軍を引きましょう。」と応えた。これは軍隊が一日進んで宿営することを一舎といい、三舎とは三日分退く行程のことを指し、相手に一目置くという意味と同時に手加減するという意味がある。これに成王の臣下である子玉は王に対して無礼だと怒り、殺してしまいましょうと成王に言ったが、成王は重耳の亡命中である立場と器量を認めていたのでこれを退けた。
その後、重耳は秦の助けを借りて晋公の座に就く（以後、文公とする）。文公は狐偃・先軫らの補佐を受けて、周王室の内乱を収めるなど急速に勢威を広げていた。襄公の後を継いだ宋の成公は晋の力を借りて楚の影響下を脱しようと、楚との盟約を反故にして晋との親善を深める。このことに不快感を抱いた楚の成王は紀元前633年に軍を発し、陳・蔡・鄭・許らの諸侯と共に宋の首都を包囲し、宋は晋へ救援を求める。
これに応えて文公は三軍を召集し、宋の救援へと向かう。
- 晋軍の編成
  - 中軍
    - 将・郤縠、佐・郤臻

  - 上軍
    - 将・狐偃、佐・狐毛

  - 下軍
    - 将・欒枝、佐・先軫

（『史記』による。『春秋左氏伝』には狐毛が将、狐偃が佐になっている。）

## 城濮の戦い
紀元前632年、晋軍はまず楚の盟下にある曹を攻めようとし、衛の成公に領内の通過許可を求めた所、断られた。かつて放浪時代に先代である衛の文公に侮辱を受けていたこともあり、怒った文公（重耳）は衛を攻めて五鹿と言う土地を奪った。この後で郤縠が急死したので代わって先軫を中軍の将に抜擢した。
衛国内で斉の昭公と会盟し、今後のことを話し合った。晋に攻められて恐れていた成公がこれに参加したいと申し出てきたが、文公はこれを撥ね付け、成公は更に楚に和親しようとしたがこれも断られ、成公は臣下により追放され、衛は晋に降った。その後で曹を攻めて、これも降す。
この戦果を元に、先軫の進言により、「衛と曹の土地を宋に与え、その土地を斉と秦に割譲する。その上で宋から斉・秦に宋包囲を止めるようにと楚へ言ってもらう。盟下にある衛と曹を守らねばならない楚はこれを断るに違いない。そうすれば斉・秦は楚を恨むようになるだろうし、楚の方も宋を攻めるよりも衛・曹の方へと意識が向くだろう。」という策を実行し、思い通りになった。
戦況が不利になったと見た成王は本国へと引き上げていった。しかし子玉は成王の怒りを買いながらも残留し、晋に対して「晋が衛と曹を許すなら楚も宋を許す」と申し入れてきた。晋はこれを逆手に取り、衛と曹を寛大に許してやり、衛と曹は楚との盟約を破棄し、晋に親しむようになった。
このことに怒った子玉は晋軍を攻撃する。この攻撃に対し臣下はこのまま楚軍と戦うことを進言したが、文公は圧倒的優勢な立場でありながら軍を三舎退かせて、かつての約束を守った。
4月己巳の日に両軍は城濮で激突。
- 楚軍の編成
  - 中軍・成得臣（子玉）
  - 左翼・鬬宜申（子西）
  - 右翼・鬬勃（子上）

まず楚の右翼が晋の下軍に攻められて崩れる。その後、上軍と下軍はわざと負けた振りをして楚の左翼をおびき寄せ、中軍と挟み撃ちにしてこれを破った。

## 戦後
晋の大勝に終わり、晋は践土（現在の河南省新郷市原陽県）と言う所に王宮を作り、ここに周の襄王を招いて、諸侯と会盟した。この時に楚の盟下にあった鄭も晋の盟下に移った。文公は襄王からのもてなしを受け、覇者と認められた。
一方、敗れた子玉は楚へと帰還するものの成王の怒りに触れて自殺を強いられる。
この戦いにより楚の盟下から宋・曹・衛・鄭の四国が晋へと移ったことになり、更に晋と斉・秦の結びつきもいっそう強くなり、以後景公の代に荀林父の率いる晋軍が楚の荘王に敗れるまで（邲の戦い）は晋の覇権が確立される。

## 参考図書
- 『歴史群像No.45 戦史検証 春秋覇者の座を賭け、晋楚が激突 城濮大戦車戦』学習研究社、1998年